# Passiflora organensis
Passiflora organensis är en passionsblomsväxtart som beskrevs av Gardn.. Passiflora organensis ingår i släktet passionsblommor, och familjen passionsblomsväxter. Inga underarter finns listade i Catalogue of Life.

## Bildgalleri

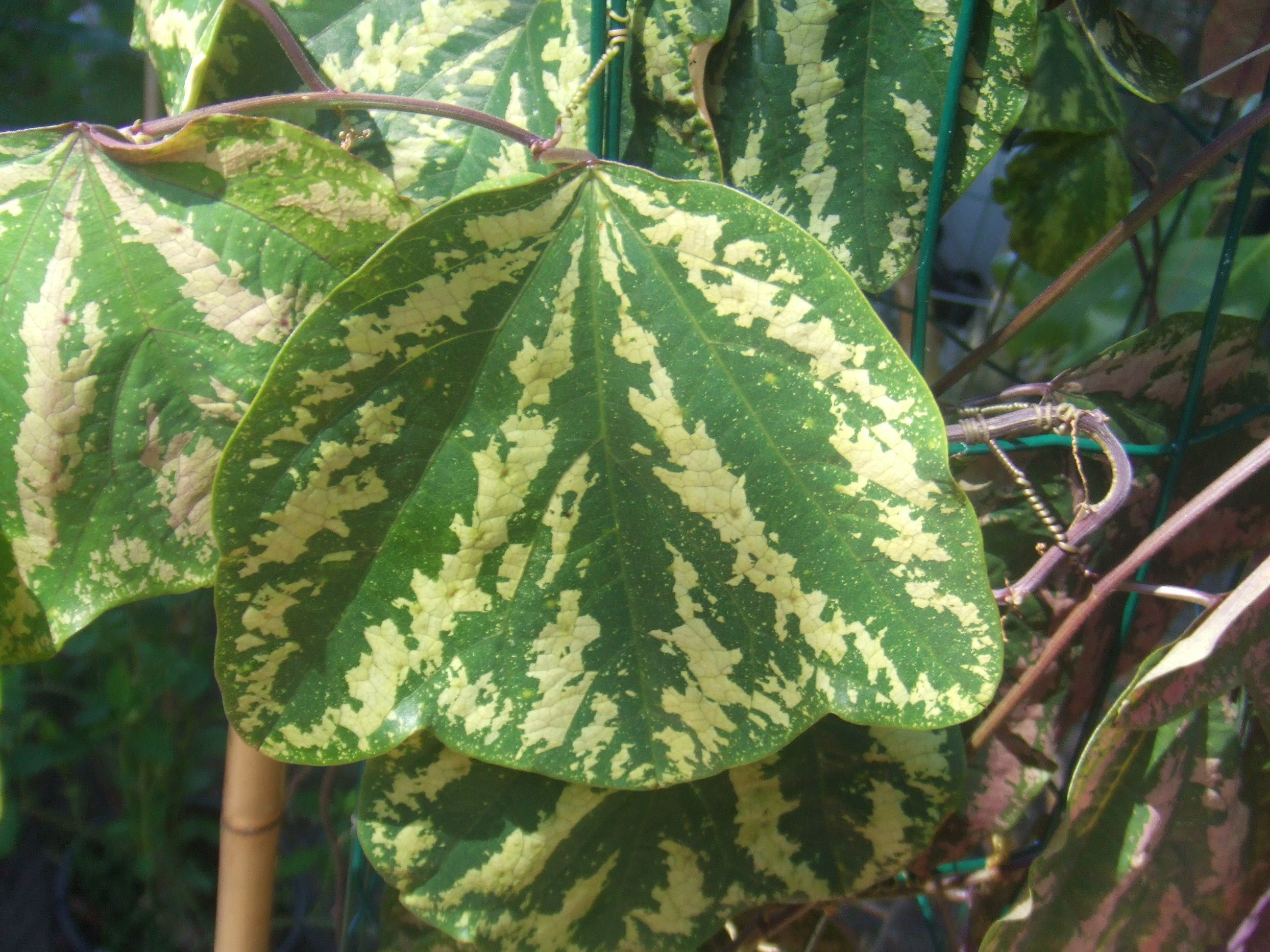